# Juraj Lihosit
Juraj Lihosit (* 25. dubna 1944, Martin) je slovenský filmový a televizní režisér.

## Začátky
Dětství prožil v Žilině. Absolvoval střední průmyslovou školu filmovou v Čimelicích. Později šel na filmovou a televizní dramaturgii na Vysoké škole múzických umění, ale studium nedokončil. V praxi začínal jako produkční v ČST, později jako asistent a pomocný režisér také ve Slovenské filmové tvorbě. V hraném filmu se výrazněji prosadil jako asistent režie ve filmu Ľalie poľné od Elo Havetty. Střídavě pracoval pro televizi a na Kolibě.

## Debuty
V roce 1977 natočil hraný debut (televizní) s názvem Ako sa Vinco zaťal dle námětu Jany Galvancové a Ondreje Šulaje. Film se odehrává na vesnici v období SNP, kde je hlavní postavou rváč a frajer Vinco (Ivan Romančík st.). Ten se odmítá přidat k partyzánům a zároveň i prozradit úkryt partyzánů Němcům. Film se v roce 1979 dostal do trezoru, kde byl až do roku 1989. Navzdory tomu mohl v natáčení pokračovat, i když mnohá témata měl tabu. Měl problém psát si vlastní scénáře, proto ostatní tvorba vznikla na základě nabídnutých prací. Soustředil se na filmy a pořady pro děti a mládež. Hraný debut v Slovenské filmové tvorbě přichází o něco později v roce 1983 filmem Sojky v hlavě podle scénáře Dušana Duška. Jde o lyrickou komedii o láskách a zklamáních chlapce z malého města.

## Další tvorba a film pro děti
Na spolupráci s Dušanem Duškem navázal i v roce 1988 dalším filmem Vlakári, který opět zachycuje slovenskou mládež. Vnitřní svět chlapce nám ukazuje jeho touhy, představy spojené zejména se spolužačkou Katkou. Další z příběhových linií sleduje Vojtův vztah s otcem, kteří se po hospitalizaci matky ocitli doma sami. Zanedbanou péči tak nahrazují prarodiče (Jozef Kroner). Kromě lyrické stylizace, která má popsat divákům co prožívá chlapec uprostřed dospívání, se několikrát objevuje i stylizace groteskní. Kromě Koliby byla Lihositovým zaměstnavatelem i televize. Sem patří například televizní film Na začiatku cesty, nebo Vianočné čary  a Anonym (1980). Poslední ze zmíněných patří do kategorie, které se Juraj Lihosit věnoval - tvorba pro děti. Nejvýrazněji v 30dílném seriálu Bambuľkine dobrodružstvá z roku 1982. Původní počet dílů byl 13, později se zvýšil na 26 a nakonec na 30. V této sféře natočil také seriál večerníčků Veselý strach pro STV, které také napsal Dušan Dušek. Hlavní postavou byla opět holčička v předškolním věku (Adélka), která v sedmi 8 minutových příbězích mluví o svém strachu. Seriál využíval také animované pasáže (Valéria Takáčová). V letech 1978 až 1982 natočil více než 100 televizních programů různých žánrů: dokumentární filmy, televizní inscenace, publicistické pořady, folklórní pásma, programy pro děti, medailony osobností, kulturní a vzdělávací programy ...
V roce 2011 získal cenu Elsa Morante Cinema Bratislava, kterou uděluje italský institut významné osobnosti z oblasti filmu a kultury. Kromě Slováka je oceněn i Ital, konkrétně tehdy jím byl Roberto Fraenza.

## Dokumentární tvorba
Do této kategorie patří množství profilů známých osobností jako Ladislava Chudíka, Jozefa Kostky, Štefana Nosáľa, Jána Kostry, Josefa Budského či Janka Alexyho. V roce 1982 ve spolupráci s Dežo Ursinym natočil film o zanikání starého a formování nového života v současných lesích s názvem Spievanie na zore. Po roce 1989 se přestal věnovat dramatické tvorbě a vrátil se k dokumentární. Natočil tak film Odchody a návraty o emigrantech - známých bývalých z V-klubu. Zajímavým projektem byl také dokument Svedectvo z obrazovky, ve kterém se věnoval televizním hlasatelkám odstaveným v době normalizace a jiným dobou "postiženým" (Dubček, Kusý, Kočtúch, Kaliský, Július Strinka, Budaj...). Už zde se dostává do kontaktu s dalším jím preferovaným tématem - Alexander Dubček. Natočil o něm filmy jako Blízky človek a Dubček sa narodil v Uhrovci z roku 1993.

## Současnost
V procesu výroby je velký hraný projekt Dunajská sága, který má mít podobu filmu i televizního seriálu. V centru pozornosti jsou osudy významné bratislavské rodiny Kovatsovců na pozadí dějinných událostí od začátku 19. století do roku 1944.

## Televizní inscenace
- 1980 – Na začiatku cesty
- 1981 – Súkromie
- 1983 – Bambuľkine dobrodružstvá
- 1991 – Ľudožrúti

## Koliba
- 1983 – Sojky v hlavě
- 1988 – Vlakári
- 1986 – Zakázané uvoľnenie (podle námětu, scénáře Petra Maleoa, dramatický příběh o fair a nefair hře na ledě a mimo něj)

## Dokumentární filmy
- 1982 – Spievanie na zore (s Dežo Ursinym)